# A Free Ride
Vous lisez un « bon article » labellisé en 2020.
Pour les articles homonymes, voir A Free Ride (homonymie).
 Pour plus de détails, voir Fiche technique et Distribution
A Free Ride, également connu sous le titre A Grass Sandwich, est un film pornographique américain réalisé à une date non précisément connue, entre les années 1910 et 1920. Le nom du réalisateur et des interprètes sont également inconnus. Massivement diffusé au moment de « l'ère du stag film » — sous-genre de films pornographiques muets produits anonymement et diffusés clandestinement — il est considéré comme le premier film pornographique hardcore américain.
Il représente un automobiliste qui accueille à son bord deux femmes marchant sur le bas-côté de la route et se livre plus tard à plusieurs actes sexuels avec elles.
Une datation du tournage du film en 1915 fait consensus pour la plupart des chercheurs, bien que des dates ultérieures dans les années 1910 ou 1920 soient parfois avancées. Le lieu de tournage n'est pas connu, bien qu'il puisse se situer dans le New Jersey selon plusieurs travaux. Le réalisateur du film a utilisé un pseudonyme et le casting est resté anonyme : certaines sources suggèrent qu'il s'agit de personnes à faible statut social, quand d'autres affirment le contraire.
Par son statut historique, le film connaît une notoriété pendant près d'un siècle après son tournage.

## Description des scènes
L'intertitre d'ouverture situe le film :
« In the wide open spaces, where men are men and girls will be girls, the hills are full of romance and adventure »
« Dans les grands espaces, où les hommes sont des hommes et les filles seront des filles, les collines sont pleines de romance et d'aventure »
Le film montre deux femmes rentrant chez elles le long d'une route de campagne. Un automobiliste de sexe masculin et, d'apparence, fortuné conduit une voiture de tourisme de marque Haynes 50-60, modèle Y de 1912 avec conduite à droite. Il arrive près d'elles et leur propose de les raccompagner. Après quelques hésitations, les femmes acceptent sa promesse de se comporter correctement avec elles et s'assoient à côté de lui sur le siège avant. Cependant, l'homme les embrasse et les caresse aussitôt, avant qu'ils ne prennent la route.
Quelque temps plus tard, l'homme arrête la voiture et se met hors de leur vue, dans les arbres, afin d'uriner. Les femmes le suivent et le regardent de manière voyeuriste. Tandis qu'il termine, elles regagnent la voiture afin de lui cacher qu'elles l'ont observé. Après son retour, les femmes vont au même endroit pour uriner. Il les suit secrètement, les regarde et devient excité sexuellement, regagnant également la voiture avant d'être découvert. Les femmes reviennent à l'auto et acceptent de l'alcool que leur offre l'homme.
L'homme demande à l'une des femmes de l'accompagner dans les bois. Ils se masturbent debout. L'autre femme devient curieuse et les suit dans les bois. En les voyant, elle devient excitée sexuellement et se stimule. Pendant ce temps, l'homme et la première femme ont des relations sexuelles en position de missionnaire. Peu de temps après, la deuxième femme les rejoint et ils pratiquent la levrette. Plus tard, ils pratiquent le triolisme et l'une des femmes lui fait ensuite une fellation. Après avoir terminé les actes sexuels, ils retournent à la voiture et partent.

## Production

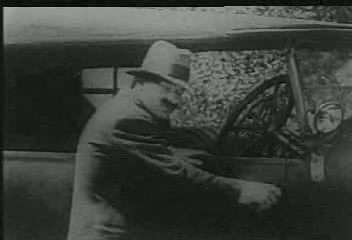
L'acteur porte une grande moustache postiche et un chapeau, ce qui a conduit l'auteur Dave Thompson à conclure que l'équipe technique s'est efforcée de rendre le casting non identifiable.

La plupart des chercheurs dont Al Di Lauro, Gerald Rabkin et Jonathan Ross estiment qu'il a été produit en 1915 et est le premier film pornographique hardcore américain qui ait survécu,,,,,,,,. Le chroniqueur du Los Angeles Times Jay Jones ajoute que A Free Ride serait le premier film pornographique réalisé à des fins commerciales. Il est également connu sous un titre alternatif A Grass Sandwich.
Toutefois, la date de production de 1915 est contestée par certaines sources. Selon l'Institut Kinsey, le film a été réalisé entre 1917 et 1919. La spécialiste du cinéma Linda Williams écrit également que l'affirmation selon laquelle A Free Ride est le premier stag film américain dont on ait trace est « douteuse ». Kevin Brownlow estime qu'« à en juger par les modes, le film a en fait été tourné vers 1923 ». La datation en 1923 s'appuie notamment sur la similitude de la coiffure d'une des deux femmes avec celle de Mary Pickford, une actrice qui a dominé l'industrie cinématographique américaine dans les années 1920. Les partisans d'une datation ultérieure à 1915 affirment que la femme porte une perruque de style Pickford. Néanmoins Thompson estime que les cheveux bouclés de style Pickford sont devenus populaires dès les années 1910, citant une interview parue dans le magazine Photoplay en 1914 dans laquelle Pickford déclare déjà se sentir épuisée par les courriers de spectateurs la questionnant sur ses cheveux. Thompson conteste en outre l'affirmation selon laquelle l'actrice pornographique en question porterait une perruque.
L'auteur britannique Dave Thompson note que D. W. Griffith a été crédité par une source historique en tant que réalisateur de A Free Ride. Cette affirmation est réfutée par l'historien du cinéma Kevin Brownlow et par Dave Thompson. Les identités des acteurs ne sont pas divulguées dans le générique (le générique indique « starring the Jazz Girls »). Thompson affirme que les acteurs ne ressemblent pas à des vedettes identifiables du cinéma muet de cette époque. Il affirme que l'équipe technique s'est efforcée de rendre le casting non identifiable, notant que l'acteur porte une grande moustache postiche et un chapeau. Thompson fait remarquer que, la moustache de l'acteur se détachant avant la fin du film, ce dernier cache son visage jusqu'à ce que la moustache soit refixée. Thompson indique que certains récits historiques ont suggéré que la distribution des premiers films pornographiques était constituée de personnes à faible statut social telles que les sans-abri, les toxicomanes, les malades mentaux, les prostituées et les petits criminels. Thompson fait valoir qu'il n'y a quasiment aucune preuve documentaire de cette affirmation et suggère que les acteurs avaient probablement un statut social plus élevé.
A Free Ride a été tourné en décor naturel extérieur. Selon l'historien Joseph W. Slade, certaines rumeurs affirment que le tournage a eu lieu dans le New Jersey.

## Diffusion
A Free Ride aurait été montré pour la première fois à son public cible en 1915. À cette époque, il n'était pas possible de projeter des stag films dans les théâtres publics en raison des considérations morales de la société victorienne contemporaine. Comme d'autres films pornographiques de cette époque, A Free Ride a été diffusé et a circulé clandestinement pour éviter la censure. Il a probablement été projeté dans des bordels, des gentlemen's club, des rassemblements illégaux d'hommes dans des lieux publics, des enterrements de vie de garçon et d'autres lieux fréquentés exclusivement par des hommes. L'existence du film a ainsi été cachée de la société en général et du gouvernement.

## Analyse critique

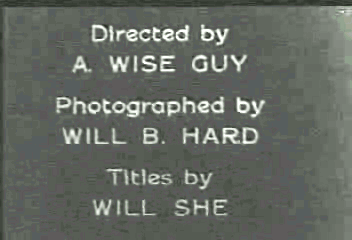
A Free Ride utilise l'humour dans son générique d'ouverture en utilisant de faux noms d'acteurs et de techniciens.

Selon la spécialiste américaine du cinéma Linda Williams, A Free Ride est emblématique des tout premiers films pornographiques en cela qu'il contient des scènes de voyeurisme. Le film montre également des rapports sexuels, une fellation, un triolisme et une urolagnie,. Comme le film argentin El Sartorio (vers 1907–1905) et le film allemand Am Abend (vers 1910), A Free Ride commence par de simples cadres narratifs, puis a recours à des techniques du cinéma traditionnel pendant un court moment et montre enfin des scènes hardcore de manière fragmentée. L'auteur Laurence O'Toole décrit les premiers stag films, dont A Free Ride, comme « un mélange de caméra saccadée et de montage glissé ». Cependant, comme d'autres stag films des années 1910, ce film est de qualité supérieure à la pornographie sans but commercial qui l'a précédé.
Le journaliste Luke Ford écrit que le sexe prend le pas sur l'histoire dans A Free Ride. Le film utilise l'humour dans son générique d'ouverture en utilisant des faux noms d'acteurs et de techniciens, tels que « A. Wise Guy » comme réalisateur, Will B. Hard comme photographe et Will She comme scénariste,. Williams décrit cela comme de « l'humour grossier » et affirme qu'il s'agit d'une pratique courante dans les stag films américains produits à cette époque. Le professeur Frank A. Hoffman de l'université d'État de New York à Buffalo estime que le standard de production du film indique que celui-ci résulte d'expérimentations antérieures en matière de stag films de la part de l'équipe de tournage. O'Toole considère que, malgré la nature élémentaire des films comme A Free Ride, les stag films se sont rapidement « rigidifiés en une expérience visuelle restreinte » dès le début du développement de ce genre cinématographique.
Hoffman note que A Free Ride présente de nombreuses caractéristiques fondamentales d'un film pornographique archétypal. Il identifie ces éléments de base : une situation narrative initiale soigneusement planifiée mais guère sophistiquée, une excitation sexuelle des femmes par des stimuli visuels — une pratique généralement rare dans la réalité des rapports sexuels dans ce contexte —, une séduction directe et très rapide, et les actes sexuels utilisés comme thème central du scénario.

## Accueil et postérité
A Free Ride était un stag film bien connu des années 1910. Il est décrit comme un film emblématique de « l'ère du stag film ». Et, selon la spécialiste américaine du cinéma Linda Williams, il est considéré comme un film pornographique « classique ». C'est l'un des trois premiers films pornographiques, avec El Satario et Am Abend, dans la collection de l'Institut Kinsey,,,. Le film documentaire de 1970 A History of the Blue Movie, réalisé par Alex de Renzy, comprend des scènes de ce film. Le musée de l'érotisme de New York projette A Free Ride lors de son exposition inaugurale en 2002. Lisa Oppenheim, une réalisatrice new-yorkaise, a fait un remake du film en 2004 en n'utilisant aucun acteur, les événements du film étant plutôt représentés par « le paysage et les arbres ».